# Kufstein
Kufstein es una ciudad en la región del Tirol, en Austria, ubicada sobre el río Eno, en el valle inferior de dicho río, cerca de la frontera con Baviera, Alemania. En Kufstein, fue establecido un campamento de personas desplazadas de la antigua Administración de las Naciones Unidas de Socorro y la Reconstrucción luego de la Segunda Guerra Mundial. 
Kufstein es la segunda ciudad del Tirol austríaco y capital del Distrito de Kufstein. El sitio más famoso de la ciudad es la fortaleza de Kufstein, cuya existencia se remonta al siglo XII.

## Lugares

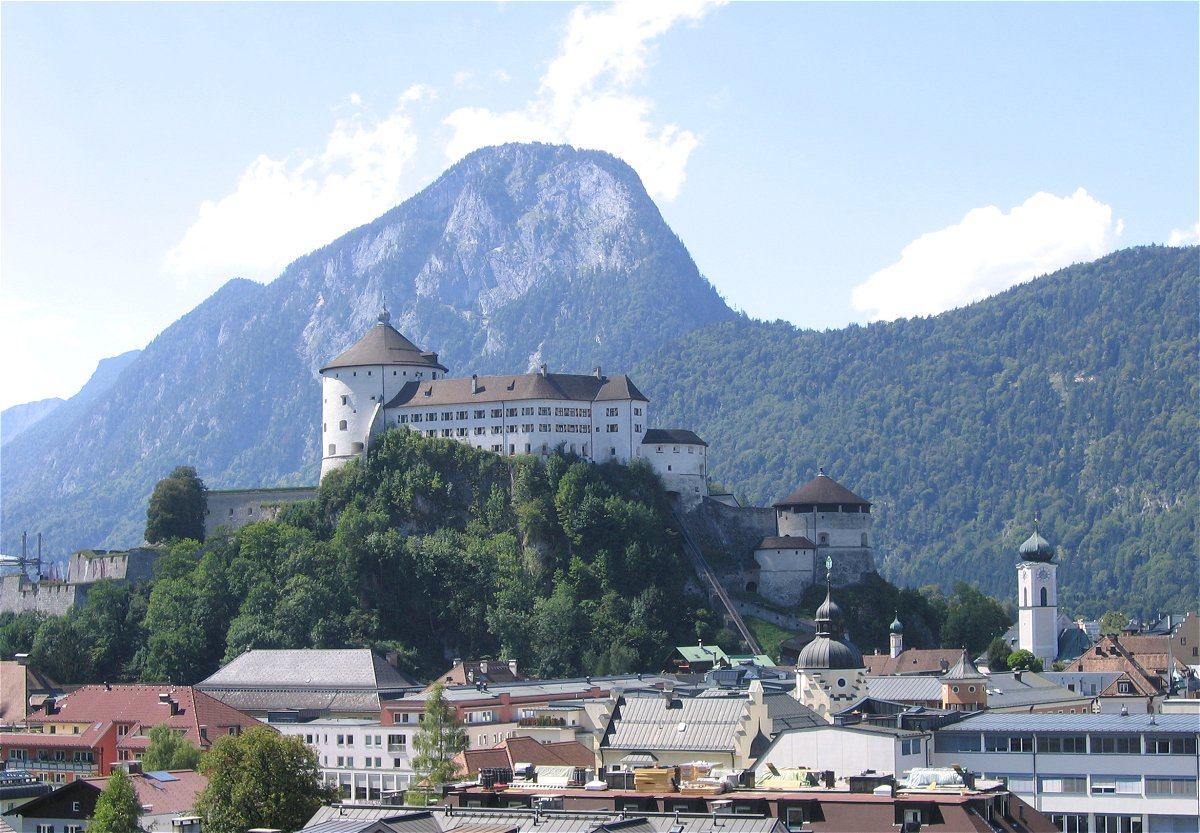
Festung Kufstein, la antigua fortaleza.

Debido a su larga historia, Kufstein ofrece numerosos puntos de interés:
- La Fortaleza (Festung) sobre un peñón de 90 metros. En 1205, la fortaleza fue mencionada por primera vez en un documento como Castrum Caofstein. Fue agrandada varias veces. Su torre más importante, la impresionante Kaiserturm, fue construida entre 1518 y 1522. La fortaleza fue usada como prisión varias veces en su historia. Hoy es famosa por su gran órgano, el Heldenorgel.
- El antiguo centro de la ciudad (Altstadt) con sus calles pintorescas, la más famosa de las cuales es Römerhofgasse.
- El Rathaus o ayuntamiento, ubicado sobre la plaza Stadtplatz.

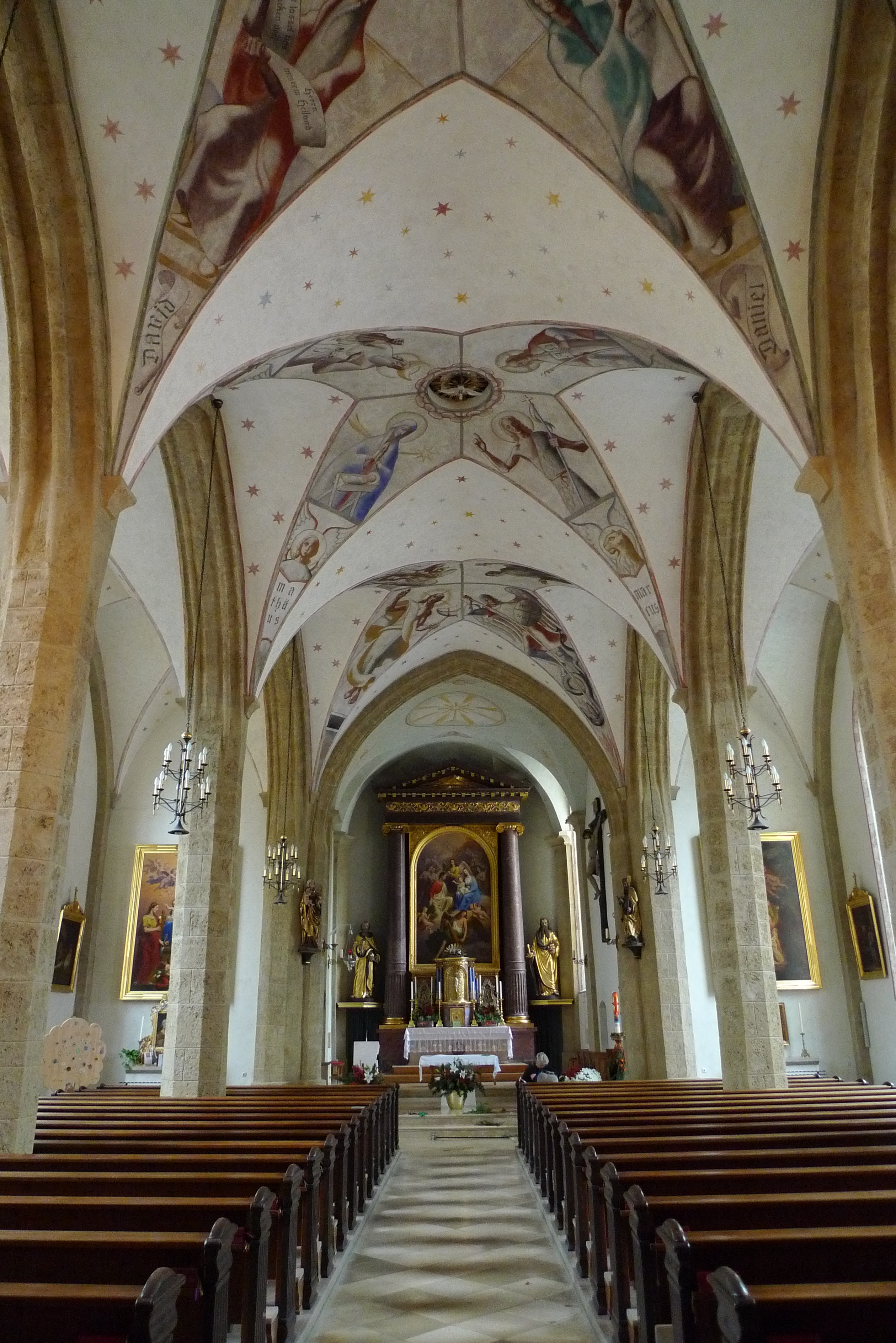
La iglesia de san Vito, la más antigua de la ciudad.

- La iglesia de san Vito es la iglesia más antigua de Kufstein. Fue construida entre 1390 y 1420 en el típico estilo gótico, y luego convertida en iglesia barroca entre 1660 y 1661.
- La Wasserbastei, una porción bien preservada de la muralla de la ciudad medieval, en el Norte de la ciudad vieja, a orillas del río Eno. En la parte Sur de la muralla, se encuentra la Auracher Löchl, una antigua puerta de acceso.

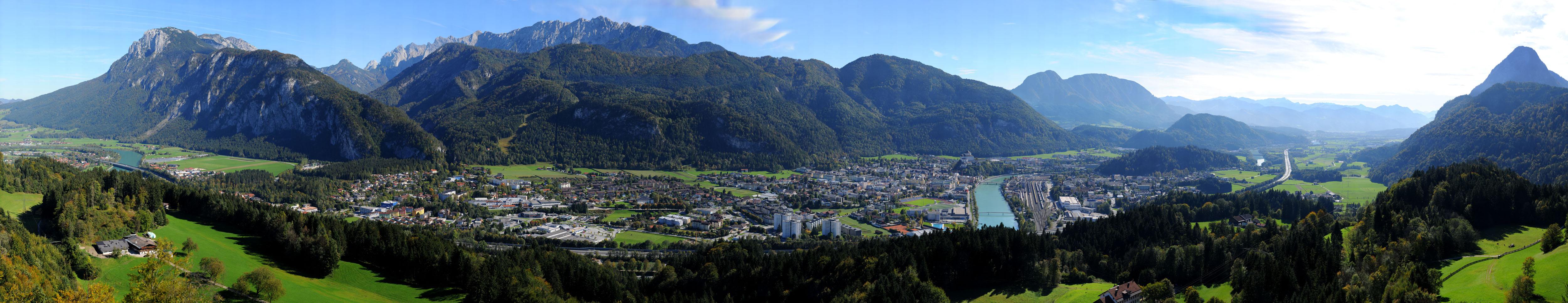
Vista panorámica de Kufstein.